# Reinhard Häfner
Reinhard Häfner (2. února 1952, Sonneberg – 24. října 2016, Drážďany) byl východoněmecký fotbalista, záložník, reprezentant Východního Německa (NDR). Po skončení aktivní kariéry působil jako trenér.

## Fotbalová kariéra
Ve východoněmecké Oberlize hrál za FC Rot-Weiß Erfurt a Dynamo Drážďany, nastoupil ve 391 utkáních a dal 55 gólů. V letech 1973, 1976, 1977 a 1978 získal s Dynamem Drážďany mistrovský titul. V Poháru mistrů evropských zemí nastoupil ve 20 utkáních a dal 2 góly, v Poháru vítězů pohárů nastoupil ve 14 utkáních a dal 2 góly a v Poháru UEFA nastoupil ve 32 utkáních a dal 2 góly. Za reprezentaci Východního Německa (NDR) nastoupil v 51 utkáních a dal 4 góly. V roce 1972 byl členem bronzového týmu na LOH 1972 v Mnichově, nastoupil v 1 utkání. V roce 1976 byl členem vítězného týmu za LOH 1976 v Montréalu, nastoupil v 5 utkáních a ve finále proti Polsku dal gól.

## Ligová bilance
| Ročník          | Zápasy | Góly | Klub               |
| --------------- | ------ | ---- | ------------------ |
| I. liga 1970/71 | 25     | 6    | FC Rot-Weiß Erfurt |
| I. liga 1971/72 | 22     | 3    | Dynamo Drážďany    |
| I. liga 1972/73 | 20     | 5    | Dynamo Drážďany    |
| I. liga 1973/74 | 21     | 2    | Dynamo Drážďany    |
| I. liga 1974/75 | 25     | 1    | Dynamo Drážďany    |
| I. liga 1975/76 | 25     | 2    | Dynamo Drážďany    |
| I. liga 1976/77 | 24     | 2    | Dynamo Drážďany    |
| I. liga 1977/78 | 22     | 5    | Dynamo Drážďany    |
| I. liga 1978/79 | 25     | 2    | Dynamo Drážďany    |
| I. liga 1979/80 | 24     | 3    | Dynamo Drážďany    |
| I. liga 1980/81 | 24     | 2    | Dynamo Drážďany    |
| I. liga 1981/82 | 9      | 0    | Dynamo Drážďany    |
| I. liga 1982/83 | 15     | 1    | Dynamo Drážďany    |
| I. liga 1983/84 | 23     | 6    | Dynamo Drážďany    |
| I. liga 1984/85 | 25     | 7    | Dynamo Drážďany    |
| I. liga 1985/86 | 23     | 5    | Dynamo Drážďany    |
| I. liga 1986/87 | 25     | 2    | Dynamo Drážďany    |
| I. liga 1987/88 | 14     | 1    | Dynamo Drážďany    |
| CELKEM I. liga  | 391    | 55   |                    |

## Trenérská kariéra
Po skončení aktivní kariéry trénoval Dynamo Drážďany, Chemnitzer FC a Hallescher FC.